# Delphine Oggeri
Delphine Oggeri  (* 1973) aus Granier bei Beaufort/Savoie ist eine französische Skibergsteigerin. Sie war 2002 Zweitplatzierte bei der I. Weltmeisterschaft Skibergsteigen in Serre Chevalier.

## Erfolge (Auswahl)
- 1999:
  - 1. Platz bei der La Belle étoile mit Valérie Ducognon
  - 1. Platz bei der La Tournette mit Valérie Ducognon
  - 2. Platz bei der Europameisterschaft Skibergsteigen Team mit Valérie Ducognon
  - 2. Platz bei der La Bellevarde (Einzelrennen), Val-d’Isère
  - 3. Platz beim Europacup-Rennen Miage Contamines Somfy Team mit Valérie Ducognon

- 2000:
  - 1. Platz Französische Meisterschaft Team mit Valérie Ducognon
  - 1. Platz bei der La Tournette mit Valérie Ducognon
  - 1. Platz bei der Miage Contamines Somfy mit Valérie Ducognon
  - 1. Platz bei der L'Ubayenne mit Valérie Ducognon
  - 1. Platz beim Europacup-Rennen Vacheressane mit Valérie Ducognon
  - 1. Platz beim Europacup-Rennen in Bivio mit Valérie Ducognon
  - 2. Platz in der Europacup-Gesamtwertung Team (mit Valérie Ducognon)
  - 2. Platz beim Europacup-Rennen in Bormio mit Valérie Ducognon

- 2001:
  - 1. Platz bei der Französischen Meisterschaft Skibergsteigen Team mit Valérie Ducognon[2]
  - 2. Platz bei der Europameisterschaft Skibergsteigen Team mit Valérie Ducognon
  - 2. Platz in der Europacup-Gesamtwertung mit Valérie Ducognon

- 2002:
  - 1. Platz bei der Weltmeisterschaft Skibergsteigen Team mit Valérie Ducognon
  - 2. Platz bei der Weltmeisterschaft Skibergsteigen Kombination
  - 4. Platz bei der Weltmeisterschaft Skibergsteigen Einzel
  - 1. Platz bei der Trophée des Gastlosen mit Valérie Ducognon[3]

- 2003:
  - 2. Platz bei der Europameisterschaft Skibergsteigen Team mit Valérie Ducognon
  - 4. Platz bei der Europameisterschaft Skibergsteigen Kombinationswertung
  - 6. Platz bei der Europameisterschaft Skibergsteigen Einzel

- 2004:
  - 2. Platz Weltmeisterschaft Skibergsteigen Staffel (mit Nathalie Bourillon und Véronique Lathuraz)
  - 4. Platz bei der Weltmeisterschaft Skibergsteigen Team (mit Valérie Ducognon)
  - 5. Platz bei der Weltmeisterschaft Skibergsteigen Einzel
  - 5. Platz bei der Weltmeisterschaft Skibergsteigen Kombinationswertung

- 2005: 1. Platz bei der Pyramide d'Oz mit Valérie Ducognon[4]

### Pierra Menta
Auf der Pierra Menta konnte sie folgende Platzierungen erreichen:
- 1999: 5. Platz mit Valérie Ducognon
- 2000: 2. Platz mit Valérie Ducognon
- 2001: 2. Platz mit Valérie Ducognon
- 2002: 1. Platz mit Valérie Ducognon
- 2003: 1. Platz mit Valérie Ducognon
- 2004: 3. Platz mit Muriel Vaudey
- 2005: 2. Platz mit Valérie Ducognon
- 2008: 5. Platz mit Valérie Ducognon